# Ossido di grafite
L'ossido di grafite (OG) è un composto di colore nero opaco contenente ossigeno, carbonio e in misura minore idrogeno, nel quale il carbonio si trova in prevalenza nella struttura lamellare multistrato tipica della grafite. L'ossigeno è presente in quantità variabile e legato alla struttura carboniosa dando luogo a diversi gruppi funzionali, l'idrogeno satura le valenze del carbonio lungo il perimetro delle lamella grafitica o entra a far parte dei gruppi funzionali. In natura l'ossigeno è presente nella grafite quale impurezza insieme a molte altre specie chimiche, soprattutto nella grafite formatasi per combustione.
A scopo scientifico o tecnologico è possibile ottenere un prodotto ad alta purezza ossidando la grafite. Le tre tecniche principali sono: l'uso di un agente ossidante, di una cella elettrolitica o di una torcia al plasma. Nonostante le prime sintesi risalgano alla metà XIX secolo, ad opera di Benjamin Collins Brodie, le applicazioni sono state sviluppate solo nei primi anni del XXI secolo, specialmente nella produzione di materiali compositi conduttori e come punto di partenza per la sintesi di altri derivati della grafite.

## Caratteristiche

### Struttura e composizione

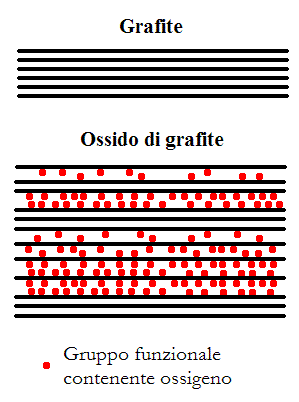
Schema della struttura multilamellare dell'OG a confronto con la grafite.

L'OG puro contiene unicamente carbonio ossigeno e idrogeno in percentuali variabili, le applicazioni tecnico-scientifiche richiedono mediamente un contenuto di ossigeno fra il 20 e il 30%. Diversi studi condotti mediante XPS hanno dimostrato che l'ossigeno è presente in misura maggiore sotto forma d'idrossido e carbonile, quest'ultimo favorito da un'ossidazione “forte”. Gruppi carbossilici sono presenti in quantità minori e introducono atomi di carbonio ibridati sp3 facilmente distinguibili tramite varie tecniche analitiche da quelli della struttura grafitica ibridati sp2. In quantità quasi trascurabile sono presenti gruppi epossidi, eterei ed esterici. Usando come termine di paragone la grafite, l'OG presenta diverse variazioni significative. La distanza interlamellare aumenta a causa dell'ingombro sterico dell'ossigeno e diventa eterogenea a causa delle differenti dimensioni dei vari gruppi funzionali e della possibilità di tali gruppi di disporsi su singolo o doppio strato e di avere aree di grafite non ossidata. Come per la grafite, la quantità d'idrogeno impegnato a saturare le valenze del carbonio lungo il perimetro delle lamella è molto importante, perché inversamente proporzionale alla dimensione delle lamelle; per ottenere tale informazione occorre però sottrarre l'idrogeno impegnato nei gruppi funzionali.

### Proprietà fisiche
L'aumento della distanza interlamellare (rispetto alla grafite) comporta una diminuzione delle forze attrattive fra le lamelle accentuata dalla diminuzione delle correnti elettroniche, infatti, gli atomi di carbonio legati all'ossigeno presentano uno stato di ibridazione intermedio fra sp2 e sp3. Il sistema coniugato tipico della grafite e responsabile dell'alta conducibilità (~100 S/cm nella grafite) si trova dunque disseminato di “ostacoli” che portano ad una diminuzione della conducibilità stessa.
Poiché la banda proibita si allarga proporzionalmente alla quantità d'ossigeno l'OG può comportarsi come conduttore per bassi tenori di ossigeno, come isolante ad ossidazione spinta (massimo teorico del 50%) e come semiconduttore per livelli intermedi. Gli atomi di ossigeno assumono una parziale carica negativa, dunque viene eventualmente classificato come semiconduttore estrinseco p-dopato. La perdita di distanza regolare delle lamelle causa anche la perdita di lucentezza metallica tipica della grafite.

### Reattività chimica
Diversi derivati della grafite sono sintetizzabili sfruttando i gruppi funzionali presenti sull'ossido grafite. Tramite riduzione chimica o termica è possibile ottenere OG a basso tenore di ossigeno e alto livello di disordine strutturale. Mediante shok termico sopra i 600 °C si può produrre la grafite espansa; tale shock porta ad una vera e propria esplosione con rilascio d'anidride carbonica. La reazione SN2 con ammine primarie e secondarie o amminoacidi conduce all'eliminazione dell'ossigeno ed all'introduzione di gruppi azotati; i gruppi ossidrilici reagiscono altresì con i gruppi uretanici. A differenza della grafite o della grafite espansa l'OG forma facilmente dispersioni o soluzioni colloidali in acqua e solventi polari. Per renderlo affine ai solventi apolari vengono introdotte, tramite le reazioni precedente menzionate, catene alifatiche o ariliche. Tali catene oltre ad invertire l'affinità ai solventi dell'OG aumentano la distanza fra le lamelle facilitandone la separazione, inoltre, possono a loro volta contenere altri gruppi funzionali disponibili per ulteriori reazioni. Catene di piccole dimensioni vengono introdotte in condizioni blande; catene di grosse dimensioni vengono intercalate con difficoltà all'interno dell'OG e richiedono lunghi tempi, alta temperature e sistemi di riflusso.

## Metodi di sintesi

### Agente ossidante
Principio generale di questa tipologia di sintesi è la dispersione della grafite in un solvente, l'intercalazione dell'agente ossidante all'interno della struttura multilamellare e successiva ossidazione della grafite. Diversi studi teorici sono stati condotti sulla dinamica di tale sequenza; la quantità di ossigeno del prodotto finale varia da 20% al 30% e la conducibilità si riduce da 102 S/cm a 101 S/cm. Il primo metodo sperimentale descritto risale al 1859 ad opera di Brodie e prevede una soluzione acquosa di KClO3 come agente ossidante e HNO3 per facilitare la dispersione della grafite, oltre ad avere un debole potere ossidante. Staudenmeier nel 1898 perfeziona tale sistema utilizzando KClO3 (o NaClO3) e HNO3 come agenti ossidanti e H2SO4 per la dispersione della grafite; inoltre l'acido solforico aumenta notevolmente le proprietà ossidanti dell'acido nitrico. Nel 1958 Hummers propone un diverso connubio di ossidanti: NaNO3 e KMnO4; come agente disperdente mantiene H2SO4. Quest'ultimo metodo ha il pregio di completarsi in un giorno contro i quattro o cinque dei metodi precedenti ma comporta una lunga e dispendiosa fase di lavaggio e filtrazione del prodotto.

### Cella elettrolitica

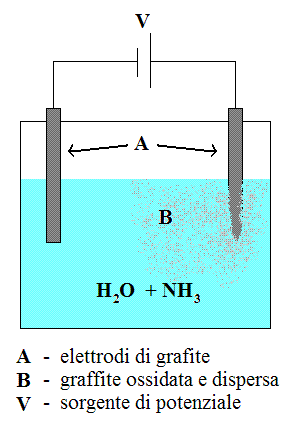
Schema di esempio di cella elettrolitica per la produzione di OG.

Gli elettrodi utilizzati sono costituiti della grafite stessa che verrà ossidata. La cella è costituita da una soluzione acquosa di ammoniaca o elettroliti a carattere ossidante (NO2-, SO42-, ecc…) e viene applicato un potenziale elettrico a corrente costante, oppure, per sfruttare entrambi gli elettrodi, alternata a bassa frequenza. Gli elettrodi vengono gradualmente corrosi rilasciando l'OG in dispersione acquosa. È un metodo facile e rapido, il livello di ossidazione è molto elevato e la conducibilità passa da 102 S/cm a 10−6 S/cm. Le lamelle sono tuttavia sottoposte ad un grave stress: le dimensioni si riducono notevolmente e si creano numerosi difetti.

### Torcia al plasma
Nella camera di reazione una torcia al plasma provvede a ionizzare un flusso di ossigeno che reagisce con la grafite disposta su una superficie inerte. Tale metodo non necessita di solventi e consente di modulare il livello di ossidazione del prodotto finale mediante una opportuna regolazione del flusso e della pressione dell'ossigeno e della potenza della torcia. Tuttavia la reazione avviene in fase eterogenea, quindi lentamente. Un altro svantaggio è che non permette la dispersione della grafite, il prodotto finale può dunque presentare un diverso grado di ossidazione fra l'interno e l'esterno della struttura multilamellare della grafite; per ridurre questo inconveniente occorrono tempi lunghi, alta pressione di ossigeno e plasma a bassa potenza.

## Applicazioni

### Produzione del grafene
Se l'OG viene ridotto tramite una torcia al plasma dopo essere stato vaporizzato, oppure un agente riducente dopo essere stato disperso in un solvente, ricostituisce difficilmente gli aggregati tipici della grafite. Tale fenomeno può essere sfruttato per isolare una singola lamella di grafite e ottenere così il grafene. Tali procedure comporterebbero vantaggi di tipo economico per la produzione di grafene a livello industriale.

### Materiali compositi
Un'importante applicazione dell'OG riguarda la produzione di materiali compositi a matrice polimerica. Conferisce, infatti, alle plastiche, che normalmente sono isolanti, conducibilità termica ed elettrica in misura inversamente proporzionale al tenore di ossigeno e quindi modulabile. Tali caratteristiche li rendono potenziali concorrenti dei materiali metallici nei dispositivi elettronici o come scambiatori di calore. Il forte legame covalente o elettrostatico fra la matrice polimerica e l'OG incrementa notevolmente le proprietà meccaniche come il modulo elastico e la resistenza ad abrasione; tali materiali risultano particolarmente adatti per la produzione di rivestimenti antistatici. L'OG riduce invece caratteristiche quali il carico e la deformazione alla rottura, non viene dunque impiegato in materiali per tiranti o organi meccanici in movimento.
L'OG ridotto (OGR) miscelato con determinati minerali acquista un forte potere adsorbente nei confronti di elementi pesanti. Tale proprietà sono state sfruttate nello sviluppo di sistemi di filtrazione e purificazione. In particolare compositi OGR-magnetite vengono usati per il trattamento di rimozione l'arsenico dalle acque.